# 河源市新丰江音乐喷泉
河源新丰江音乐喷泉，位于河源市中心（源城区沿江中路）的新丰江河段，珠河桥与河源大桥之间。建成时为亚洲第一高喷泉，故又称河源亚洲第一高喷泉。于1998年10月1日动工，1999年2月6日竣工，建成时最高喷高169米。

## 参看
- 噴泉
- 音乐喷泉